# إليزابيثتاون
إليزابيثتاون (بالإنجليزية: Elizabethtown)‏ هي مدينة أمريكية ومركز مقاطعة بلادين في ولاية كارولاينا الشمالية في الولايات المتحدة الأمريكية.

## التركيبة السكانية
حدّد مكتب تعداد الولايات المتحدة بيانات التركيبة السكانية لإليزابيثتاون في تعداد الولايات المتحدة. في ما يلي، التركيبة السكانية حسب تعدادي 2000 و2010.

### تعداد عام 2000
بلغ عدد سكان إليزابيثتاون 3,698 نسمة بحسب تعداد عام 2000، وبلغ عدد الأسر 1,536 أسرة وعدد العائلات 908 عائلة مقيمة في البلدة. في حين سجلت الكثافة السكانية 304.6 نسمة لكل كيلومتر مربع (788.9/ميل2). وبلغ عدد الوحدات السكنية 1,688 وحدة بمتوسط كثافة قدره 139 لكل كيلومتر مربع (360.0/ميل2).
وتوزع التركيب العرقي للبلدة بنسبة 48.05% من البيض و48.97% من الأمريكيين الأفارقة و0.43% من الأمريكيين الأصليين و0.30% من الأمريكيين ذوي الأصول الآسيوية و0.03% من سكان جزر المحيط الهادئ و1.30% من الأعراق الأخرى و0.92% من عرقين مختلطين أو أكثر و2.54% من الهسبانيون أو اللاتينيون من أي عرق.
بلغ عدد الأسر 1,536 أسرة كانت نسبة 31.2% منها لديها أطفال تحت سن الثامنة عشر تعيش معهم، وبلغت نسبة الأزواج القاطنين مع بعضهم البعض 36.4% من أصل المجموع الكلي للأسر، ونسبة 19.2% من الأسر كان لديها معيلات من الإناث دون وجود شريك،  بينما كانت نسبة 3.5% من الأسر لديها معيلون من الذكور دون وجود شريكة وكانت نسبة 40.9% من غير العائلات. تألفت نسبة 38.6% من أصل جميع الأسر من عدة أفراد يعيشون في نفس المنزل ونسبة 16.6% كانت تتألف من شخص يعيش بمفرده يبلغ من العمر 65 عاماً أو أكثر. وبلغ متوسط حجم الأسرة المعيشية 2.21، أما متوسط حجم العائلات فبلغ 2.93.
بلغ العمر الوسطي للسكان 42.1 عاماً. وكانت نسبة 22.4% من القاطنين تحت سن الثامنة عشر، وكانت نسبة 7.1% بين الثامنة عشر والرابعة والعشرين عاماً، ونسبة 22.6% كانت واقعةً في الفئة العمرية ما بين الخامسة والعشرين والرابعة والأربعين عاماً، ونسبة 23.7% كانت ما بين الخامسة والأربعين والرابعة والستين، ونسبة 16.2% كانت ضمن فئة الخامسة والستين عاماً فما فوق. يوجد لكل 100 أنثى 79.9 ذكر، ويوجد لكل 100 أنثى في الثامنة عشر من عمرها فما فوق 71.9 ذكر.
بلغ متوسط دخل الأسرة في البلدة 21,944 دولارًا، أما متوسط دخل العائلة فبلغ 38,750 دولارًا. وكان متوسط دخل الذكور 36,133 دولارًا مقابل 25,417 دولارًا للإناث. وسجل دخل الفرد الخاص بالبلدة 15,303 دولارًا. وكانت نسبة 24.6% من العائلات ونسبة 31.1% من السكان تحت خط الفقر، وكان من هؤلاء نسبة 47.9% تحت سن الثامنة عشر ونسبة 27.8% في الخامسة والستين من العمر وما فوق.

### تعداد عام 2010
بلغ عدد سكان إليزابيثتاون 3,583 نسمة بحسب تعداد عام 2010، وبلغ عدد الأسر 1,586 أسرة وعدد العائلات 876 عائلة مقيمة في البلدة. في حين سجلت الكثافة السكانية 295.1 نسمة لكل كيلومتر مربع (764.3/ميل2). وبلغ عدد الوحدات السكنية 1,832 وحدة بمتوسط كثافة قدره 150.9 لكل كيلومتر مربع (390.8/ميل2).
وتوزع التركيب العرقي للبلدة بنسبة 43.65% من البيض و51.02% من الأمريكيين الأفارقة و0.47% من الأمريكيين الأصليين و0.70% من الأمريكيين ذوي الأصول الآسيوية و2.54% من الأعراق الأخرى و1.62% من عرقين مختلطين أو أكثر و4.13% من الهسبانيون أو اللاتينيون من أي عرق.
بلغ عدد الأسر 1,586 أسرة كانت نسبة 26.7% منها لديها أطفال تحت سن الثامنة عشر تعيش معهم، وبلغت نسبة الأزواج القاطنين مع بعضهم البعض 30.2% من أصل المجموع الكلي للأسر، ونسبة 21.2% من الأسر كان لديها معيلات من الإناث دون وجود شريك،  بينما كانت نسبة 3.8% من الأسر لديها معيلون من الذكور دون وجود شريكة وكانت نسبة 44.8% من غير العائلات. تألفت نسبة 42.2% من أصل جميع الأسر من عدة أفراد يعيشون في نفس المنزل ونسبة 17.5% كانت تتألف من شخص يعيش بمفرده يبلغ من العمر 65 عاماً أو أكثر. وبلغ متوسط حجم الأسرة المعيشية 2.09، أما متوسط حجم العائلات فبلغ 2.83.
بلغ العمر الوسطي للسكان 44.8 عاماً. وكانت نسبة 20.7% من القاطنين تحت سن الثامنة عشر، وكانت نسبة 7.8% بين الثامنة عشر والرابعة والعشرين عاماً، ونسبة 21.8% كانت واقعةً في الفئة العمرية ما بين الخامسة والعشرين والرابعة والأربعين عاماً، ونسبة 28.3% كانت ما بين الخامسة والأربعين والرابعة والستين، ونسبة 21.5% كانت ضمن فئة الخامسة والستين عاماً فما فوق. وتوزع التركيب الجنسي للسكان بنسبة 44.5% ذكور و55.5% إناث.

## أعلام
- ادمون سبنسر بلاكبيرن
- كورتيس براون
- جيمس ك. غرين
- كيفن ريتشاردسون
- إيمرسون مارتن